# Age of Empires III: The WarChiefs
Age of Empires: The WarChiefs és un videojoc d'estratègia en temps real per a ordinadors personals, la primera expansió d'Age of Empires III, igual que el joc principal està dissenyada per Ensemble Studios.

## Noves civilitzacions
En l'expansió hi ha tres noves civilitzacions respecte l'Age of Empires III.
| Civilització | Metròpoli/Consell Tribal | Bonus Únics de cada Civilització                                       | Líder      |
| Iroqueses    | Caughnawaga              | Els soldats tenen més punts de resistència, comencen amb 1 Travois.    | Hiawatha   |
| Sioux        | Hunkpapa                 | Bonificació de velocitat, comencen amb 200 de població automàticament. | Gall       |
| Aztecas      | Tenochtitlán             | Doble d'experiència per mort, comencen amb 1 sacerdot guerrer.         | Cuauhtémoc |